# Luigi Bilio

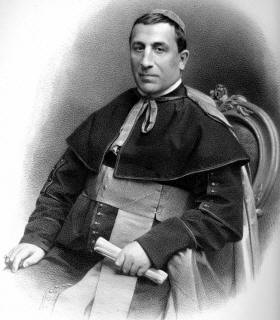
Luigi Bilio als Kardinal, vor 1874

Kardinalswappen

Luigi Maria Bilio CRSP (* 25. März 1826 in Alessandria; † 30. Januar 1884 in Rom) war ein italienischer Ordensgeistlicher und Kurienkardinal der Römischen Kirche.

## Leben
Luigi Maria Bilio wurde in Alessandria im Piemont geboren. Er trat im Alter von 14 Jahren in den Orden der Barnabiten ein und legte 1842 in Genua seine Profess ab.
Nach seiner Priesterweihe im Jahre 1849 war er Professor für Griechisch und Philosophie am Collegio Ducale in Parma und in Neapel. Er lehrte auch als Professor in Rom Philosophie, Theologie und Kirchenrecht. Außerdem wurde er zum stellvertretenden Generaloberen seines Ordens gewählt. Er arbeitete seit 1864 als Berater für die Kongregation des Heiligen Offiziums. Ferner spielte er eine wichtige Rolle bei der Ausarbeitung des Syllabus errorum und der Enzyklika Quanta Cura von Papst Pius IX.
Bilio wurde von Papst Pius IX. im Konsistorium vom 22. Juni 1866 als Kardinalpriester von San Lorenzo in Panisperna in das Kardinalskollegium aufgenommen. Er beteiligte sich am Ersten Vatikanischen Konzil von 1869 bis 1870.
Am 22. Dezember 1873 wurde er zum Kardinalbischof von Sabina ernannt. Die Bischofsweihe spendete ihm Pius IX. am 12. Januar 1874; Mitkonsekratoren waren Xavier de Mérode, Päpstlicher Almosenier, und Francesco Marinelli, Sakristan des Apostolischen Palastes. Er war Teilnehmer am Konklave 1878, das Papst Leo XIII. wählte.
Bilio diente vom 12. Juli bis zum 20. Dezember 1876 kurzzeitig als Präfekt der Kongregation für Ablässe und Reliquien und vom 20. Dezember 1876 an als Präfekt der Kongregation der Riten. Ab dem 18. Oktober 1877 war er Kardinalgroßpönitentiar, diese Position behielt er bis zu seinem Tod. 1883 wurde Kardinal Bilio zudem zum Sekretär des Heiligen Offiziums ernannt.
Luigi Bilio starb im Januar 1884 im Alter von 57 Jahren in Rom und wurde auf dem Friedhof Campo Verano beigesetzt.